# Listă de autobiografi

## Listă de autori deautobiografii
- Sfântul Augustin, Confessiones
- Jean Jacques Rousseau, Confesiuni
- Goethe, Poezie și adevăr
- Lucian Blaga, Luntrea lui Charon, Hronicul și cântecul vârstelor
- Mircea Eliade, Autobiografie
- André Gide, Si le grain ne meurent
- Monica Lovinescu, La apa Vavilonului
- Matei Călinescu și Ion Vianu, Amintiri în dialog
- Ion Negoițescu, Straja dragonilor
- Benvenutto Cellini, Viața mea

## Listă de autori deromane autobiografice
- James Agee, O moarte in familie
- Louisa May Alcott, Micile doamne
- Maya Angelou, Știu de ce cântă pasărea în colivie (1970)
- James Baldwin , Du-te și spune-i muntelui
- J.G. Ballard, Imperiul soarelui
- Saul Bellow, Aventurile lui Augie March
- Charlotte Brontë, Vilette (1853)
- Rita Mae Brown, Ruby Fruit Jungle
- Truman Capote, Harfa de iarbă
- Louis Ferdinand Céline, Călătorie la capătul nopții
- Pat Conroy, Marele Santini (1976),
- Philip K. Dick, Trilogia Valis
- Charles Dickens, Marile speranțe (1861) si David Copperfield (1850)
- Marguerite Duras, Amantul ( (1984)
- Will Eisner, În inima furtunii (2000),
- Ralph Ellison, Omul invizibil
- F. Scott Fitzgerald, Blândă e noaptea (1934), This Side of Paradise
- Ernest Hemingway, Adio arme (1929), Fiesta,
- James Joyce, Portretul unui artist la tinerețe (1916)
- Nikos Kazantzakis, Raport către El Greco, Zorba grecul
- Jack Kerouac, Pe drum
- D.H. Lawrence, Fii și îndrăgostiți (1913)
- John le Carré, Un spion perfect,
- Violette Leduc, Therese si Isabelle (2000)
- Jack London, John Barleycorn (1913),
- Fitz Hugh Ludlow, Mîncătorul de hașiș (1857),
- Somerset Maugham, Despre sclavia umană
- Henry Miller, Tropicul cancerului, Tropicul capricornului,
- George Orwell, Drumul spre Wigan Pier si Omagiu Cataloniei
- Sylvia Plath, Clopotul de sticlă
- Marcel Proust,  In căutarea timpului pierdut
- Ayn Rand Noi, cei vii
- Kenneth Rexroth, Un roman autobiografic (1966)
- Lee Ann Rimes, Vacanța
- Gertrude Stein, Aubiografia lui Alice B. Toklas,
- Lev Tolstoy, Copilăria (1852), Adolescența (1854), și Tinerețea (1856)
- Elie Wiesel, Noaptea,
- Jeanette Winterson, Portocalele nu sunt singurele fructe
- Thomas Wolfe, Privește spre casă, Îngere (1929)
- Virginia Woolf, Spre far
- Richard Wright, Black Boy (1945)
- Mordecai Richler, Versiunea lui Barney (1998)

## Listă de autori dememorialistică
- Constantin Argetoianu
- Regina Maria
- Carol I al României
- Regina Ana
- Eugen Lovinescu, Agende literare, Memorii
- Nicolae Iorga, O viață de om așa cum a fost
- Emil Constantinescu
- Radu Vasile
- Charles Chaplin
- sir Winston Churchill
- Bill Clinton, My life, Viața mea
- Hillary Clinton
- Isak Dinesen
- Vladimir Nabokov, Speak up, memory, Vorbește, memorie
- Mahatma Gandhi
- Ulysses S. Grant
- Basil Liddell Hart
- Mikloș Horthy
- Frank Conroy
- Richard Nixon
- Saint-Simon,Memorii
- Albert Speer, Inăuntrul celui De-al treilea Reich
- Leon Troțki
- Paramahansa Yogananda